# Am Schönborn 9 (Hausen)

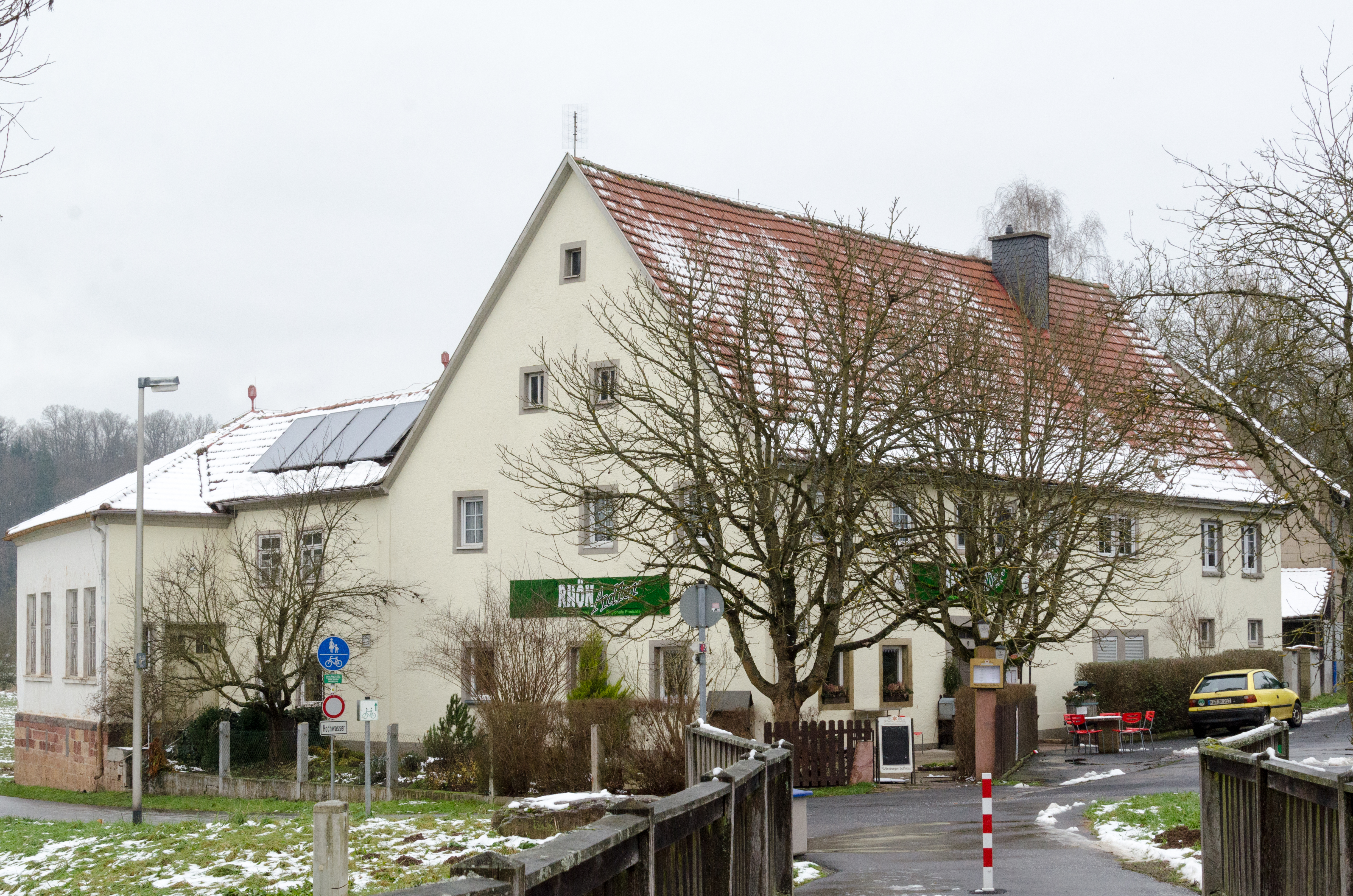
Am Schönborn 9 in Bad Kissingen

Das Anwesen Am Schönborn 9 in Hausen, einem Stadtteil von Bad Kissingen, der Großen Kreisstadt des unterfränkischen Landkreises Bad Kissingen, gehört zu den Bad Kissinger Baudenkmälern und ist unter der Nummer D-6-72-114-176 in der Bayerischen Denkmalliste registriert.

## Geschichte
Das Anwesen entstand laut Bezeichnung im Jahr 1646 und diente ursprünglich als Wohnwirtschaftsgebäude. Es handelt sich um einen zweigeschossigen, verputzten Satteldachbau. An der vorderen Traufseite befindet sich zwischen Erd- und Obergeschoss ein Absatz, der darauf schließen lässt, dass sich unter dem Putz des Obergeschosses Fachwerk befindet.
Das Aushängeschild an der Hausecke ist in Rokokoformen gestaltet.
Heute beherbergt das Anwesen eine Gaststätte.